# Канюк
Канюк — великий хижий птах однієї з кількох груп птахів.
- У Старому Світі
  - Один з кількох родів птахів родини яструбових середнього або великого розміру, поширених майже по всьому світу, що мають у назві слово «канюк». Деякі з представників, проте, можуть синонімічно називатися саричами.
  - Представників колишньої підродини канюків (Buteoninae), зараз рекласифікованих до підродини яструбових (Accipitrinae).
  - Представників роду Канюк (Buteo).
  - Типовий вид вказаного роду, канюк звичайний  (Buteo buteo).

- У Новому Світі
  - Синонім деяких представників родини американських грифів, таких як чорна катарта і гриф-індичка.